# Município de Wheeling (condado de Belmont, Ohio)
O município de Wheeling (em inglês: Wheeling Township) é um município localizado no condado de Belmont no estado estadounidense de Ohio. No ano de 2010 tinha uma população de 1.691 habitantes e uma densidade populacional de 23,76 pessoas por km².

## Geografia
O município de Wheeling encontra-se localizado nas coordenadas 40° 08′ 04″ N, 80° 57′ 25″ O. Segundo a Departamento do Censo dos Estados Unidos, o município tem uma superfície total de 71.16 km², da qual 69,65 km² correspondem a terra firme e (2,11 %) 1,5 km² é água.

## Demografia
Segundo o censo de 2010, tinha 1.691 habitantes residindo no município de Wheeling. A densidade populacional era de 23,76 hab./km². Dos 1.691 habitantes, o município de Wheeling estava composto pelo 99,35 % brancos, o 0,12 % eram afroamericanos, o 0,3 % eram amerindios, o 0,06 % eram de outras raças e o 0,18 % eram de uma mistura de raças. Do total da população o 0,77 % eram hispanos ou latinos de qualquer raça.